# Reginald de Dunstanville, 1. Earl of Cornwall
Reginald de Dunstanville, 1. Earl of Cornwall (auch Reginald FitzRoy, Rainald, lat. Rainaldus de Dunstanivilla, frz. Réginald de Dunstanville) (* um 1110; † 1. Juli 1175 in Chertsey, Surrey) war ein englischer Adliger.
Er war ein unehelicher Sohn von König Heinrich I. aus der Verbindung mit Sibyl Corbet, Tochter von Sir Robert Corbet, Gutsherr von Alcester in Warwickshire.
Der Beiname „de Dunstanville“, mit dem Ordericus Vitalis ihn bezeichnet, bezieht sich vermutlich auf den Ort Dénestanville in der Normandie, an dem er womöglich geboren wurde. Er ist aber nicht mit der ebenfalls von dort stammenden Familie Dunstanville verwandt, die zu jener Zeit große Ländereien in Wiltshire besaß.
Im Bürgerkrieg um die Nachfolge Heinrichs I. stand er auf der Seite seiner Halbschwester Matilda, die ihn wohl im April 1141 mit der Würde eines Earl of Cornwall belehnte. Beim Rückzug Matildas aus der Schlacht von Winchester im September 1141 führte Reginald die Vorhut. Matildas Rivale König Stephan erkannte Reginalds Earlstitel später an. 1153 war er als Zeuge beim Ausgleich zwischen Stephan und Heinrich II. anwesend.
Ab 1173 hatte er das Amt des Sheriffs von Devon inne und kämpfte im Oktober 1173 in der Schlacht bei Fornham auf Seiten König Heinrichs II. gegen revoltierende Barone.
Nach seinem Tod 1175 wurde er in der Abtei von Reading begraben.

## Ehe und Nachkommen
Er heiratete Beatrice FitzRichard, Tochter von William FitzRichard, der in Cornwall eine Reihe von Lehen besaß, und hatte mit ihr folgende Kinder:
- Nicholas de Dunstanville (1136–1175);
- Hawyse (auch Denise) de Dunstanville (1138–1162) ⚭ Richard de Redvers, 2. Earl of Devon;
- Maud de Dunstanville (* 1143) ⚭ Robert II. de Beaumont, Graf von Meulan;
- Ursula de Dunstanville (* 1145) ⚭ Walter de Dunstanville, Lord of Castle Combe;
- Sarah de Dunstanville (* 1147) ⚭ Adémar V., Vizegraf von Limoges;
- Beatrice de Vaux (* 1149) ⚭ William de Briwere II., Lord of Horsley;
- Reginald de Dunstanville (* um 1152).

Darüber hinaus hatte er auch außereheliche Kinder:
- Henry Fitz-Count, Sheriff von Cornwall, 1. Earl of Cornwall († 1222);
- William Fitz-Count.

Offenbar überlebte er seine legitimen Söhne, jedenfalls war sein Earldom spätestens im Dezember 1175 von der Krone eingezogen worden. 1217 wurde der Earlstitel seinem illegitimen Sohn Henry Fitz-Count neu verliehen.